# Kim Sung-Gan
Kim Sung-Gan (Pyongyang, 17 novembre 1912 – 29 maggio 1984) è stato un calciatore giapponese, di ruolo attaccante.